# Benedikt Martignoni

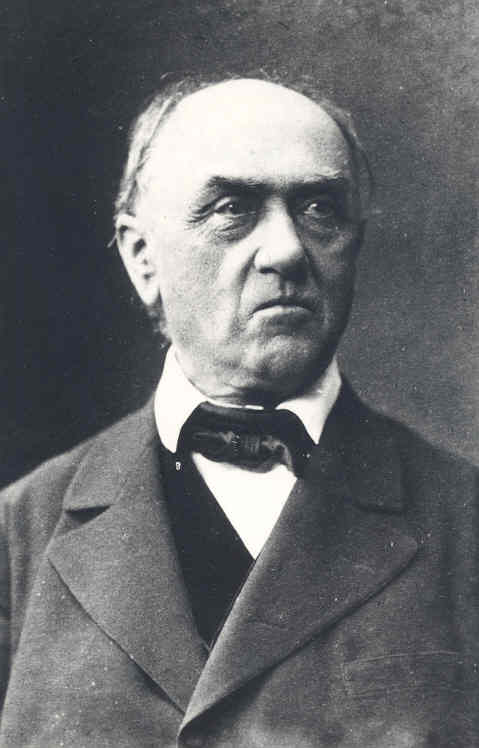
Benedikt Martignoni

Benedikt Martignoni (* 23. März 1810 in Dornbirn; † 1. Juli 1888 ebenda) war ein österreichischer Arzt und Politiker. Martignoni war von 1867 bis 1870 Abgeordneter zum Vorarlberger Landtag, Mitglied des Vorarlberger Landesausschusses und Landeshauptmannstellvertreter.

## Leben und Wirken
Benedikt Martignoni wurde am 23. März 1810 als Sohn des Dornbirner Gemeindearztes Gebhard Martignoni und dessen Frau Katharina von Sammern in Dornbirn im Vorarlberger Rheintal geboren. Martignoni studierte Humanmedizin an der Universität Pavia in Italien, wo er im Jahr 1834 zum Doktor der Heilkunde promoviert wurde. Anschließend kehrte er nach Vorarlberg zurück und wurde zunächst Arzt in Lustenau und ab 1837 als Arzt in seiner Heimatgemeinde Dornbirn tätig. Am 16. November 1835 heiratete Benedikt Martignoni in Dornbirn Maria Josefa Rhomberg. 1836 war er einer der Mitbegründer der Dornbirner Bolzschützengesellschaft.
Ab dem Jahr 1850 war Benedikt Martignoni zwanzig Jahre lang Mitglied der Dornbirner Gemeindevertretung. 1867 wurde er als Abgeordneter des Marktes Dornbirn in den Vorarlberger Landtag in dessen zweiter Legislaturperiode gewählt. Gleichzeitig wurde er auch Mitglied des Vorarlberger Landesausschusses und Landeshauptmannstellvertreter. All diese Ämter hatte er drei Jahre lang bis 1870 inne. Von 1868 bis 1874 war er zudem Mitglied des k. u. k. Landesschulrates.